# Hydropsyche kazdagensis
Hydropsyche kazdagensis is een schietmot uit de familie Hydropsychidae. De soort komt voor in het Palearctisch gebied.